# Jurgis Brėdikis

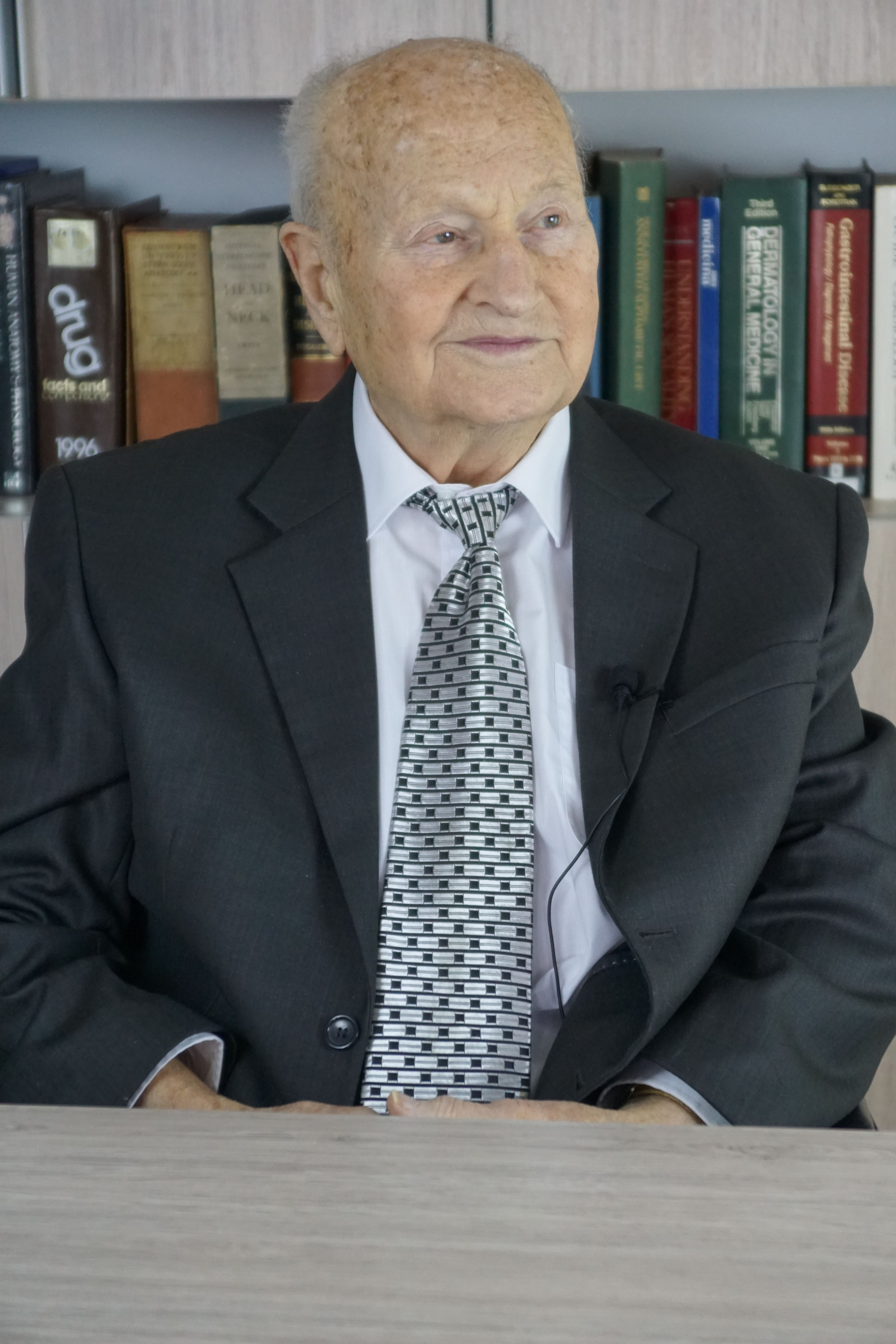
Jurgis Brėdikis, 2020

Jurgis Brėdikis (* 30. April 1929 in Prag, Tschechoslowakei; † 15. August 2021 in Kaunas) war ein litauischer Kardiochirurg, Professor, Politiker (Gesundheitsminister) und Diplomat.

## Leben
1946 absolvierte er die 4. Mittelschule Kaunas und von 1946 bis 1952 das Studium am Kauno medicinos institutas und von 1954 bis 1957 die Asiprantur am 1. Medizininstitut Moskau und 1963 promovierte in Medizin. Ab 1952 lehrte er am KMI, von 1964 bis 1990 war Leiter des Lehrstuhls für Hospitalchirurgie, ab 1966 Professor. Von 1993 bis 1994 war er Gesundheitsminister Litauens im Kabinett Šleževičius, danach Botschafter in Prag und von 1995 bis 1997 in der Türkei.
Seit 2015 war er Ehrenbürger der Stadtgemeinde Kaunas.

## Bibliografie
- Herzpunktion // Širdies punkcija, 1960, Russisch
- Elektrinė širdies stimuliacija klinikinėje praktikoje, 1967, Russisch
- Klinische Elektronik // Klinikinė elektronika (mit Jonas Daniševičius), 1973
- Klinikinės elektronikos apybraižos, 1974, Russisch
- Endokardinė elektrinė širdies stimuliacija (mit Arimantas Dumčius), 1979, Russisch
- Chirurginis supruventrikulinės tachikardijos gydymas, 1985 m., Russisch
- Urgentinė chirurgija, mit anderen, 1987
- Topografinė anatomija ir operacinė chirurgija, mit anderen, 1995
- Leben in der Klinik // Gyvenimas klinikoje, 2000
- Keine Götter: aus dem Leben der Mediziner // Ne dievai: iš medikų gyvenimo. – Kaunas: Santara, 2006. – 517 Seiten. – ISBN 9986-868-40-8
- An der Grenze // Ties riba. – Vilnius: Santara, 2009. – 261 Seiten. – ISBN 978-9986-868-43-9